# Rumpler
Rumpler-Luftfahrzeugbau GmbH, Rumpler-Werke, más conocido simplemente como Rumpler, fue un fabricante alemán de aeronaves y automóviles fundado en Berlín por el ingeniero austríaco Edmund Rumpler en 1909 como Rumpler Luftfahrzeugbau. La firma originalmente manufacturaba copias del monoplano Etrich Taube bajo la marca Rumpler Taube, pero pasó a la construcción de biplanos de reconocimiento de su propio diseño a lo largo del curso de la Primera Guerra Mundial, además de un menor número de aviones de caza y bombarderos.
La compañía, dese el principio una empresa de responsabilidad limitada (GmbH), se convirtió en sociedad anónima (Aktiengesellschaft) en la forma de Rumpler-Werke AG el 21 de septiembre de 1917 con una capitalización de 3,5 millones de marcos. En 1918, 3300 personas trabajaban para Rumpler en la sede de Berlín y en una subsidiaria en Augsburgo, la Bayerische Rumpler-Werke AG.
Como consecuencia del Tratado de Versalles Alemania no estaba autorizada a construir aeronaves. Rumpler en su lugar intentó asegurarse un lugar en el mercado del automóvil de posguerra, lo que le llevó al desarrollo de un vehículo con el primer chasis aerodinámico efectivo, el Rumpler Tropfenwagen, en las instalaciones de su subsidiaria en Augsburgo. Fue exhibido en la Feria Internacional del Automóvil de 1921 que tuvo lugar en Berlín. El coche fracasó en atraer suficientes ventas y la Bayerische Rumpler-Werke AG fue a la suspensión de pagos en 1923, seguida de la Rumpler-Werke AG en Berlín en 1925. Los activos fueron liquidados en 1926, siendo las instalaciones de Augsburgo compradas el 30 de julio de 1926 por la Bayerische Flugzeugwerke, predecesora de BMW.

## Aeronaves

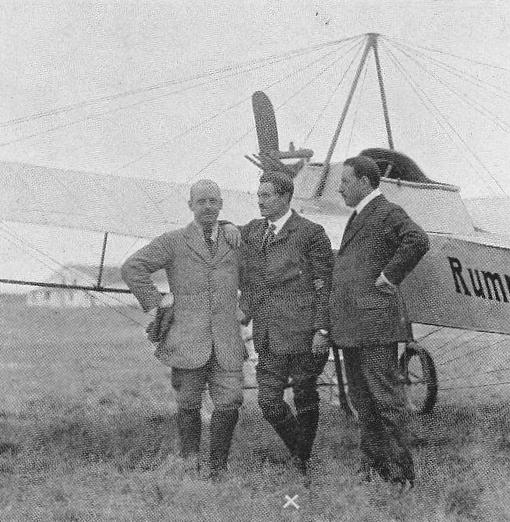
Hellmuth Hirth (centro) y Rumpler (derecha) en 1911.

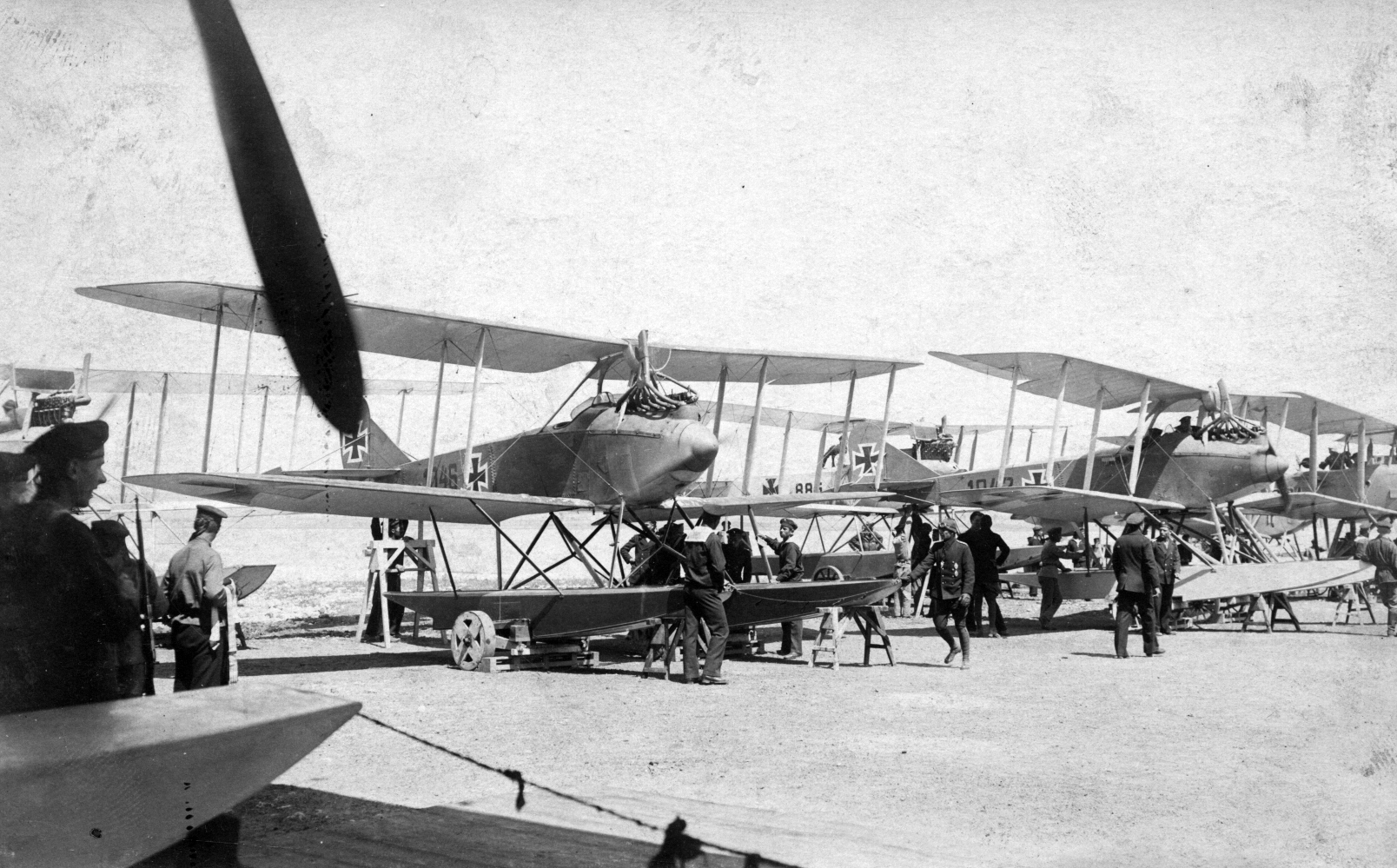
Alineación de Rumpler 6B1.

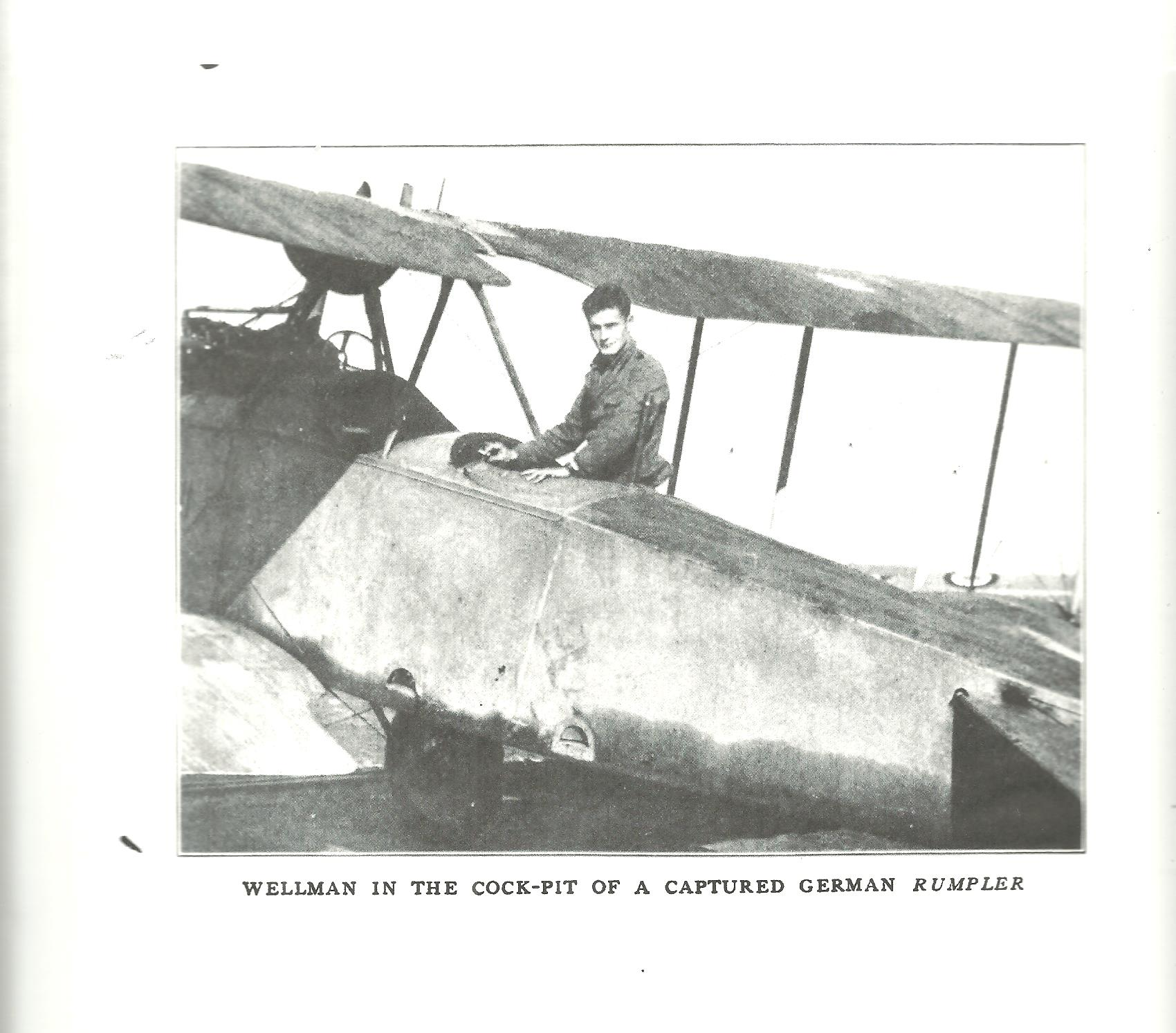
William Augustus Wellman de la Escuadrilla 89 en una Rumpler alemán capturado en 1918.

- Rumpler 6B
- Rumpler B.I
- Rumpler C.I
- Rumpler C.III
- Rumpler C.IV
- Rumpler C.V
- Rumpler C.VI
- Rumpler C.VII
- Rumpler C.VIII
- Rumpler C.X
- Rumpler D.I
- Rumpler G.I
- Rumpler G.II
- Rumpler G.III